# Cheiranthus
- Commons
- Wikispecies

Cheiranthus L. era um género botânico pertencente à família Brassicaceae. Atualmente, o gênero Cheiranthus foi absorvido pelo gênero Erysimum.

## Sinonímia
- Atualmente, a nomenclatura correta para o gênero Cheiranthus é Erysimum, nome do gênero que o absorveu.[1]

## Espécies
- Cheiranthus cheiri
- Cheiranthus fruticulosus
- Cheiranthus incanus
- Cheiranthus tristis
- Lista completa

## Classificação do gênero
| Sistema | Classificação                        | Referência               |
| ------- | ------------------------------------ | ------------------------ |
| Linné   | Classe Tetradynamia, ordem Siliquosa | Species plantarum (1753) |